# Doryctes rossicus
Doryctes rossicus är en stekelart som beskrevs av Telenga 1941. Doryctes rossicus ingår i släktet Doryctes och familjen bracksteklar. Inga underarter finns listade i Catalogue of Life.